# Кметовци
Кметовци е село в Северна България. То се намира в община Габрово, област Габрово.

## География
Село Кметовци се намира на 7 км източно от Габрово по средата на пътя Габрово – Боженци. То е с добре изразен предбалкански релеф. Там се намира кметството на няколко селища около него, включително и на Боженци. През селото тече река Божана, която го разделя на две части – Болтата е тази по поречието, а Кметовци е в горната част на поречието.

## Население
Преброяване на населението през 2011 г.
Численост и дял на етническите групи според преброяването на населението през 2011 г.:
|                     | Численост | Дял (в %) |
| Общо                | 41        | 100,00    |
| Българи             | 40        | 97,56     |
| Турци               | 0         | 0,00      |
| Цигани              | 0         | 0,00      |
| Други               | 0         | 0,00      |
| Не се самоопределят | 0         | 0,00      |
| Неотговорили        | 1         | 2,43      |

## Културни и природни забележителности
Черква в селото е посветена на „Сретение Господне“. Днес храмът е изоставен и под заплаха от срутване. Построен е през 1883-84 година и е с внушителни размери. Черквата е богато изографисана, но стенописите са под заплаха от изчезване. Храмът е част от Габровска духовна околия на Великотърновска епархия на Българската православна църква.
Забележително запазен от Възраждането, свидетелство на високите инженерни умения на българските майстори строители, ползван най-пълноценно и до днес, е старият каменен двуарков мост на с. Кметовци над река Божана на пътя към Боженци и Трявна. Той, както свидетелства удивляващият с каменната си резба паметен строителен надпис, е построен от уста Минчо Богданов-стари, брат му Иван и майка им Злата в 1872 г.
В селото има развит самодеен фолклорен състав, читалище и почивна база -„Фенерите“ във възрожденски стил с всички удобства.
Природно богатство са борови, букови и габърови масиви, и чистата вода.